# Gaffelbräken
Gaffelbräken (Asplenium septentrionale) är en ormbunksväxt. 